# Miriam Eșkol
Miriam Eșkol, cunoscută și ca Miriam Eshkol, (n. 12 iunie 1929, Bacău, România – d. 26 noiembrie 2016, Ierusalim, Palestina) a fost soția primului ministru israelian Levi Eșkol. În anii cât a fost soția primului ministru (1964–1969) a fost urmărită îndeaproape de public și de presă, ea conducând numeroase organizații publice. După moartea lui Levi Eșkol a fondat și a prezidat Yad Levi Eșkol din 1970 până în 2008.

## Primii ani de viață și carieră
Miriam Eshkol (născută Zelikowitz) s-a născut în Bacău, România și a emigrat în anul 1930 împreună cu părinții în  Palestina aflată atunci sub mandat britanic. Ea a crescut în Ramat Gan și mai târziu în Tel Aviv. În 1947 a intrat în Palmach și a însoțit brigăzile ce se îndreptau spre asediatul Ierusalim. Și-a continuat serviciul în Forțelor de Apărare Israeliene și a fost demobilizată cu gradul de sergent.
În primii ani de studii în Ierusalim, a închiriat o cameră situată în curtea reședinței guvernamentale, fiind găzduită de ministrul de finanțe israelian Levi Eșkol și soția lui, Elișeva. Familia a avut relații strânse cu ea, iar ea a asistat-o pe Elișeva Eșkol în timpul anilor ei de boală.

## Căsătoria și rolul public
În martie 1964, premierul Levi Eșkol i-a cerut să vină la reședința primului-ministru. S-au căsătorit în cadrul unei ceremonii conduse de rabinul-șef al Ierusalimului, după care s-au întors la munca de zi cu zi. Vestea căsătoriei lor a fost făcută publică în următoarele zile.

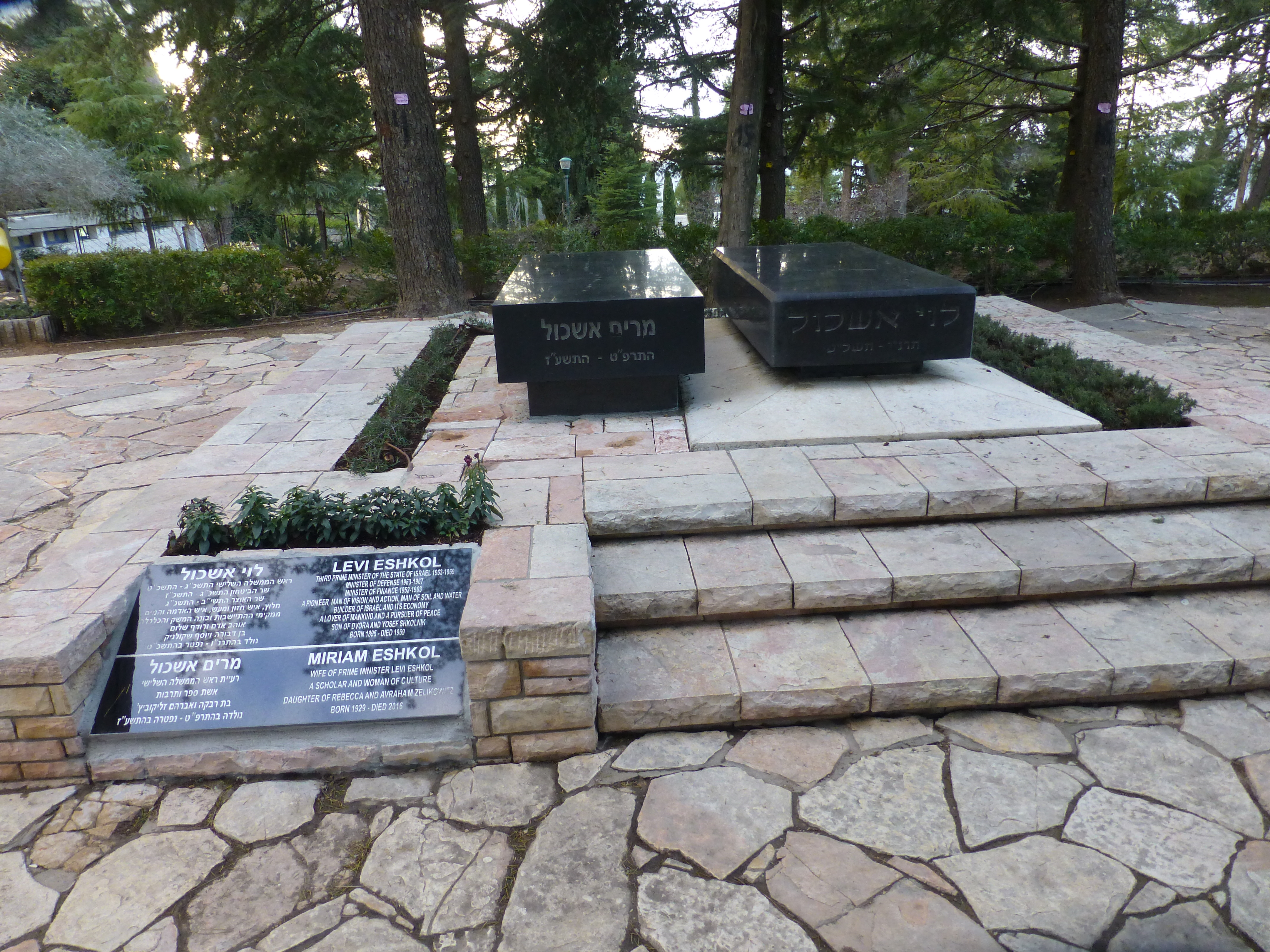
Mormântul lui Levi Eșkol și al soției sale, Miriam, Muntele Herzl, Ierusalim, Israel